# تشلفنت ست غيلس (باكينجهامشير)
تشلفنت ست غيلس (بالإنجليزية: Chalfont St Giles)‏ هي قرية وأبرشية مدنية تقع في المملكة المتحدة في Chiltern District. يقدر عدد سكانها بـ 5,925 نسمة.

## أعلام
- نك كلغ
- تيموثي باري
- سترنجر دافيز
- ستيف سيلفستر